# Grégoire Swiderski
Grégoire Jean Stanislas Swiderski (ur. 5 października 2005 w Bruges) – kanadyjski piłkarz występujący na pozycji bramkarza, od 2024 roku zawodnik hiszpańskiego Deportivo Alavés B.
Jego ojciec pochodzi z Francji, zaś matka z Kanady. Jego dziadek od strony matki pochodził z Polski.